# Quan cau la tardor
Quan cau la tardor (títol original en francès, Quand vient l'automne) és una pel·lícula dramàtica francesa del 2024 escrita, produïda i dirigida per François Ozon. S'ha subtitulat al català.
Es va exhibir per primer cop a Cosne-Cours-sur-Loire el 9 de setembre de 2024 i, el mateix dia però hores més tard, es va projectar al mercat al Festival Internacional de Cinema de Toronto de 2024.
Posteriorment, es va projectar al Festival Internacional de Cinema de Sant Sebastià, en competició per la Conquilla d'Or. Va arribar als cinemes de França el 2 d'octubre de 2024.